# 迫田孝也
迫田 孝也（さこだ たかや、1977年〈昭和52年〉4月6日 - ）は、日本の俳優である。鹿児島県鹿児島市出身。ホリプロ所属。

## 略歴
川内市で生まれたが、実父が高校教師をしており小さい頃は転勤が多かったため田代町から指宿市へ引っ越し、さらに鹿児島市内へと引越しが多かった。鹿児島県立鶴丸高等学校に進学し、高校時代は男子バレーボール部の主将を務めポジションはリベロであった。広島大学教育学部を卒業し保健体育の教育免許を取得。大学生の時に住み込みのバイトで行った奄美大島で、映画撮影に来ていた山田洋次監督のロケ陣と話す機会があり、役者になろうという気持ちが芽生えた。
大学を出て上京し劇団（STRAYDOG）に所属。演技の経験が浅く、人前で演技ができなくなって引っ込み思案になった時期もあった。映画『ザ・マジックアワー』のオーディションで三谷の目に留まり、以後、三谷作品に起用されることとなった。大河ドラマ『真田丸』への出演が決定した際、三谷からは「（僕の）矢沢三十郎頼幸に恥をかかせるなよ」というメールが届いた。
NHK大河ドラマ『西郷どん』では江藤新平役の他に薩隅方言の指導役も担当した。2020年代に入ってからは実は犯人だったり、視聴者から犯人と疑われる役を多く演じる。
2022年（令和4年）2月17日、鹿児島県の広報大使である薩摩大使に任命される。就任の際、県知事の三反園訓と同じ指宿市の指宿市立柳田小学校出身であることが判明。2024年（令和6年）2月29日、出身地である鹿児島県鹿児島市の「ふるさと大使」に起用される。

## 人物
『2016年NHK大河ドラマ特別展 真田丸オープニングセレモニー』にゲスト出演する前に、「砥石城登頂バトル」を撮影。河原綱家役の大野泰広と共に登頂した。その様子は、DVD「真田丸 完全版 第参集」の特典映像として見られる。
『真田丸』の出演者である高木渉（小山田茂誠役）と大野泰広（河原綱家役）との3人で「真田家老ズ」を名乗りイベントへ参加。迫田が演じる矢沢三十郎が松代藩筆頭家老、小山田茂誠が次席家老、河原綱家が三席ということに由来している。また、放送終了後も「真田カローズ」は解散していない。
「どんな場面も100%楽しんで勝負をする。それを当たり前に続けるのが、僕の信条です」と述べている。
後に東映のプロデューサーとなる和佐野健一とは、中学、高校の同級生で友人であり、役者になってから何度も一緒に仕事をしている。

## 出演

### 舞台
- 半神（2002年）
- 舞い降りた天使（2003年）
- 悲しき天使（2005年）
- 新・夏の魔球（2006年） - エモト 役
- ボクのサンキュウ（2007年）
- 路地裏の優しい猫（2008年） - シンドウ・他
- GOD NO NAME（脚本・演出：高羽彩、2009年2月12日 - 17日、下北沢駅前劇場）[21]
- 太陽の陽（演出：山本了、2009年9月5日 - 9日、下北沢駅前劇場）[22]
- 逃亡ヒーロー〜望郷編〜（演出：前田万吉、2011年10月13日 - 18日、SPACE107）[23]
- 三谷版 桜の園（作：アントン・チェーホフ、翻案・演出：三谷幸喜、2012年6月9日 - 7月8日、PARCO劇場 / ほか）[24]
- 酒と涙とジキルとハイド（作・演出：三谷幸喜、東京芸術劇場プレイハウス） - プール 役
  - 初演（2014年4月10日 - 30日）[25]
  - 再演（2018年4月27日 - 5月26日）[26]
- アルカディア（演出：栗山民也、2016年4月6日 - 4月30日、シアターコクーン / ほか）[27][28]
- 江戸は燃えているか（作・演出：三谷幸喜、2018年3月3日 - 26日、新橋演舞場） - 薩摩弁考証[29]
- ドキュメンタリー・ミュージカル わたるのいじらしい婚活（演出：永野拓也、2019年7月5日 - 15日、DDD AOYAMA CROSS THEATER / ほか）[30]
- 愛と哀しみのシャーロック・ホームズ（2019年） - レストレイド警部 役
- とちラブ朗読劇 すっぴん（原作：林和子、脚本・演出：大野泰広、2020年12月13日、栃木県総合文化センター） - 佐藤ひさし / 野中卓三 役[31]
- ハリー・ポッターと呪いの子（演出：ジョン・ティファニー（英語版）、2023年、TBS赤坂ACTシアター） - ロン・ウィーズリー 役[32]
- オデッサ（作・演出：三谷幸喜、2024年1月8日 - 1月28日、東京芸術劇場プレイハウス / ほか） - 旅行者 役[33]

### 映画
- 恋愛白書（2004年）
- お父さんのバックドロップ（2004年）
- 怪談新耳袋 劇場版 幽霊マンション（2005年）
- ケータイ刑事 THE MOVIE バベルの塔の秘密〜銭形姉妹への挑戦状（2006年）
- 子猫の涙（2008年1月26日公開、監督：森岡利行、トルネード・フィルム）[34]
- ザ・マジックアワー（2008年6月7日公開、監督：三谷幸喜、東宝） - AD 役[35]
- 踊る大捜査線シリーズ（監督：本広克行、東宝）- 捜査一課捜査員4 役
  - 踊る大捜査線 THE MOVIE3 ヤツらを解放せよ!（2010年7月3日公開）[36]
  - 踊る大捜査線 THE FINAL 新たなる希望（2012年9月7日公開）[37]
- ステキな金縛り ONCE IN A BLUE MOON（2011年10月29日公開、監督：三谷幸喜、東宝）[38]
- 月光ノ仮面（2012年）
- 幸運の壺 Good Fortune（2012年)
- エイトレンジャー（2012年7月28日公開、監督：堤幸彦、東宝） - 鹿児島弁指導等
  - エイトレンジャー2（2014年7月26日公開、監督：堤幸彦、東宝） - 出演[39]、鹿児島弁指導等
- 清須会議（2013年） - 蜂屋頼隆 役
- 母と暮せば（2015年）
- 古都（2016年12月3日公開、監督：Yuki Saito、DLE）- 中田正 役[40]
- 本能寺ホテル（2017年1月14日公開、監督：鈴木雅之、東宝）[41]
- 劇場版 ソードアート・オンライン -オーディナル・スケール-（2017年） - 大佐猫（仮） 役
- ブルーハーツが聴こえる「少年の詩」（2017年）
- 記憶にございません!（2019年9月13日公開、監督：三谷幸喜、東宝） - 野々宮万作 役[42]
- 天外者（てんがらもん）（2020年12月10日公開、監督：田中光敏、ギグリーボックス） - 大久保利通 役[43]
- キネマの神様（2021年8月6日公開、監督：山田洋次、松竹）[44]
- ノイズ（2022年1月28日公開、監督：廣木隆一、ワーナー・ブラザース映画） - 野毛二郎 役[45]
- シティーハンター（2024年4月25日、Netflix） - 今野國雄 役[46]
- でっちあげ〜殺人教師と呼ばれた男（2025年6月27日、監督：三池崇史、東映）- 氷室拓馬 役[47]
- TOKYOタクシー（2025年11月21日公開予定、監督：山田洋次、松竹） - 小川毅 役[48]

### テレビドラマ
- こちら本池上署4 第1話（2004年10月11日、TBSテレビ）
- ケータイ刑事 銭形零 第11話（2004年12月12日、BS-i）
- 相棒（テレビ朝日）
  - season3 第9話「潜入捜査〜私の彼を探して!」（2005年1月5日）
  - season10 第4話「ライフライン」（2011年11月9日） - 澤村和也 役
  - season15 第13話「声なき者〜籠城」 / 第14話 「声なき者〜突入」（2017年2月1日・8日） - 水野浩介 役
  - season18 第11話「ブラックアウト」（2020年1月1日） - 佐分利俊明 役
- 佐藤四姉妹 最終話「私の叔父さん」（2005年5月29日、BS-i）
- 恋する日曜日 セカンドシリーズ 第10話「Baby Baby」（2005年6月5日、BS-i） - タケル 役
- 牙狼-GARO- 第10話（2005年12月9日、テレビ東京） - 佐藤直仁 役
- ケータイ刑事 銭形雷 第8話（2006年2月19日、BS-i） - 竹下直樹 役
- 恋のから騒ぎ〜Love StoriesIII〜『十億の女』（2006年9月26日、日本テレビ） - アツシ 役
- 仮面ライダーシリーズ（テレビ朝日）
  - 仮面ライダーカブト 第45話（2006年12月17日） - 井上 役[注釈 5][49]
  - 仮面ライダーディケイド 第22話（2009年6月28日）[50]
- 金曜プレステージ 祝!藤原紀香結婚SP ひみつな奥さん2 京都・祇園の巻（2007年6月1日、フジテレビ）
- パセリ（2007年10月5日 - 12月28日、KBS京都ほか） - マネージャー 役
- ケータイ刑事 銭形海セカンドシリーズ 第5話（2007年11月3日、BS-i）
- 獣拳戦隊ゲキレンジャー 第44話（2008年1月6日、テレビ朝日） - ケンイチ 役
- 水曜ミステリー9 女かけこみ寺 刑事・大石水穂（2008年1月9日、テレビ東京） - 刑事 役
- 特命係長 ・只野仁スペシャル '08（2008年2月2日、テレビ朝日） - ホテルマン 役
- 7人の女弁護士 第1話（2008年4月10日、テレビ朝日） - 店員 役
- 金曜プレステージ ひみつな奥さん3（2008年5月30日、フジテレビ）
- ドラマ30 ナツコイ 第30話 - 第33話・第41話（2008年8月8日 - 13日・26日、MBS・TBS系） - 小島 役
- 33分探偵 最終話（2008年9月27日、フジテレビ） - 鶴田 役
- BOSS 第5話（2009年5月14日、フジテレビ） - 警察署員 役
- ザ・クイズショウ 第8話（2009年6月6日、日本テレビ） - 陣内聡 役
- 『わたしが子どもだったころ』〜小澤征爾 篇〜（2009年6月15日、NHK BS-hi）
- ふたつのスピカ 第6話（2009年7月23日、NHK総合）
- 5んドラ 第1回（2009年9月16日、NHKワンセグ2） - 佐竹幹夫 役
- テレビ東京開局45周年記念新春ワイド時代劇『柳生武芸帳』 第1部（2010年1月2日、テレビ東京） - 浪人 役
- 853〜刑事・加茂伸之介 第1話・第2話、第4話・第5話、最終話（2010年1月14日・21日、2月4日・18日、3月11日、テレビ朝日） - 尾藤勇造 役
- 怪物くん 第1話（2010年4月17日、日本テレビ） - 保健所職員 役
- MUSICAL3 第4話（2010年5月3日、TOKYO MX） - 西園寺新太郎 役
- 土曜プレミアム 刑事・鳴沢了〜史上最悪の24時間〜（2010年5月29日、フジテレビ）
- 臨場 続章 第9話（2010年6月9日、テレビ朝日） - 高田靖 役
- 三代目明智小五郎〜今日も明智が殺される〜 第7話（2010年5月25日、MBS・TBS系） - 消防団員 役
- 金曜プレステージ 西村京太郎スペシャル 警部補・佐々木丈太郎（2010年8月13日、フジテレビ） - 季子の母の恋人 役
- 明日の光をつかめ 第40話（2010年8月27日、東海テレビ・フジテレビ系） - 不動産店員 役
- 土曜ワイド劇場 遺品の声を聴く男2（2010年9月18日、テレビ朝日） - 松木刑事 役
- 検事・鬼島平八郎 第5話（2010年11月19日、ABC・テレビ朝日系）
- 冬のサクラ 第2話・第3話、第6話 - 最終話（2011年1月23日・30日、2月20日 - 3月20日、TBS） - 先輩医師 役
- バーテンダー 第1話（2011年2月4日、テレビ朝日）
- ホンボシ〜心理特捜事件簿〜 最終話（2011年3月10日、テレビ朝日）
- 犬を飼うということ〜スカイと我が家の180日〜 第1話・第2話（2011年4月15日・22日、テレビ朝日） - 動物愛護センター職員 役
- 連続ドラマW CO 移植コーディネーター 最終話（2011年4月17日、WOWOW）
- 全開ガール 第1話（2011年7月11日、フジテレビ） - 医者 役
- ラストマネー -愛の値段- 第2話（2011年9月20日、NHK総合）
- 僕とスターの99日 第1話（2011年10月23日、フジテレビ）
- 妖怪人間ベム 第3話（2011年11月5日、日本テレビ） - 和久井の工場の従業員 役
- 土曜プレミアム ステキな隠し撮り 〜完全無欠のコンシェルジュ〜（2011年11月5日、フジテレビ） - 刑事 役
- 13歳のハローワーク 第3話（2012年1月27日、テレビ朝日） - 大島 役
- 水曜ミステリー9 偽証法廷（2012年4月4日、テレビ東京）
- 三毛猫ホームズの推理 第5話（2012年5月12日、日本テレビ）
- ドラマスペシャル 灰色の虹（2012年5月19日、テレビ朝日） - 影山健一 役
- 水曜ミステリー9 Dr.門倉周平の事件カルテ（2012年9月26日、テレビ東京） - 中石俊哉 役
- 宮部みゆきミステリー パーフェクト・ブルー 第5話（2012年11月5日、TBS） - 白鳥和男 役
- TOKYOエアポート〜東京空港管制保安部〜 最終話（2012年12月23日、フジテレビ） - 摂津 役
- おトメさん 第1話（2013年1月17日、テレビ朝日）
- リアル鬼ごっこ THE ORIGIN 第7話・第8話（2013年4月17・24日、首都圏トライアングル） - 佐藤信雄 役
- 35歳の高校生 第2話（2013年4月20日、日本テレビ） - 警察官 役
- 名もなき毒 第2話（2013年7月15日、TBS） - 警察官 役
- リミット 第10話・第11話（2013年9月13日・20日、テレビ東京）
- 土曜ワイド劇場 ホゴカン 熱血保護司・村雨晃司の事件簿（2013年8月31日、テレビ朝日） - 小池孝史 役
- 水曜ミステリー9 検事・沢木正夫1 第三の容疑者（2013年9月25日、テレビ東京） - 栗林淳一 役
- ドラマスペシャル 遺留捜査（2013年11月10日、テレビ朝日） - 伊藤陽介 役
- 水曜ミステリー9 カメラマン亜愛一郎の迷宮推理（2013年11月15日、テレビ東京） - 倉本敦志 役
- 時計屋の娘（2013年11月18日、TBS） - ヒッチハイク中のリョウを断るドライバー 役
- Dr.DMAT 第1話 - 第9話（2014年1月9日 - 3月6日、TBS） - DMAT連携隊員山岡 役
- 甲殻不動戦記 ロボサン 第5話（2014年11月15日、テレビ東京） - 後輩スパイ 役
- 連続ドラマW 悪貨（2014年11月23日 - 12月21日、WOWOW） - 伊藤 役
- オリエント急行殺人事件 第2夜（2015年1月12日、フジテレビ）
- 保育探偵25時〜花咲慎一郎は眠れない!!〜 第2話（2015年1月23日、テレビ東京） - 清水京一 役
- ジャンクション39〜男たち、恋に迷走中！〜（2015年2月11日、NHK BSプレミアム）
- LOVE理論（2015年4月13日 - 6月29日、テレビ東京系） - 谷口鉄男 役
- デスノート 第3話・第5話（2015年7月19日・8月2日、日本テレビ） - 東目黒署警部補 隅田 役
- 刑事7人 第6話（2015年8月19日、テレビ朝日） - 亀井巡査 役
- 最強のふたり〜京都府警 特別捜査班〜 第6話（2015年8月27日、テレビ朝日） - 近藤潔 役
- 松本清張ミステリー時代劇 第12話「町の島帰り」（2015年9月15日、BSジャパン） - 熊吉 役
- 大河ドラマ（NHK）
  - 真田丸 第1回 - 第14回・第30回 - 最終回（2016年1月10日 - 4月10日、7月31日 - 12月18日） - 矢沢三十郎頼幸 役[51]
  - 西郷どん 第39回 - 第44回（2018年10月21日 - 11月25日） - 江藤新平 役 / 薩摩ことば指導[52][53][54]
  - 鎌倉殿の13人 第1回 - 第24回（2022年1月9日 - 6月19日） - 源範頼 役[55][56]
- 日本のヴァイオリン王〜名古屋が生んだ世界のマエストロ 鈴木政吉物語〜（2016年2月14日、東海テレビ・フジテレビ系） - 鈴木梅雄 役
- 大阪環状線 ひと駅ごとの愛物語 第8話「トンネル横丁の悪魔」（2016年3月1日、カンテレ） - 居酒屋の店主 役
- 月曜ゴールデン 刑事夫婦2（2016年3月7日、TBS） - 亀田正雄 役
- 火の粉 第2話 - 第5話（2016年4月9日 - 30日、東海テレビ・フジテレビ系） - 関孝之助 役[57]
- 私 結婚できないんじゃなくて、しないんです 第1話、第3話、第6話・第7話、最終話（2016年4月15日、4月29日、5月20日・27日、6月17日、TBS） - 長谷川宏太 役
- 世にも奇妙な物語 秋の特別編「捨て魔の女」（2016年10月8日、フジテレビ） - 小田秀俊 役
- 猫忍（2017年1月 - 3月、東名阪ネット6・5いっしょ3ちゃんねる） - 猫未来 役
- 嘘の戦争 第1話・第2話、最終話（2017年1月10日・17日、3月14日、関西テレビ・フジテレビ系） - 千葉豊 役
- 真昼の悪魔 第1話（2017年2月4日、東海テレビ・フジテレビ系）
- 月曜名作劇場 刑事夫婦3（2017年2月27日、TBS） - 亀田正雄 役
- 北風と太陽の法廷（2017年3月17日、日本テレビ） - 久保 役
- 女の勲章 第1夜（2017年4月15日、フジテレビ） - プロデューサー 役
- 3人のパパ 第7話（2017年5月31日、TBS）
- 時代をつくった男 阿久悠物語（2017年8月26日、日本テレビ） - 石村幸三 役
- 連続ドラマW 石つぶて ～外務省機密費を暴いた捜査二課の男たち～（2017年11月5日 - 12月24日、WOWOW） - 後藤善彦 役
- 正月時代劇 風雲児たち〜蘭学革命（れぼりゅうし）篇〜（2018年1月1日、NHK） - 桂川甫周 役[58]
- 日曜劇場（TBSテレビ系）
  - 99.9-刑事専門弁護士- SEASON II 第4話（2018年2月4日） - 棚橋政一郎 役[59]
  - 集団左遷!!（2019年4月21日 - 6月23日） - 横溝厚男 役[60]
  - 天国と地獄〜サイコな2人〜（2021年1月17日 - 3月21日） - 東朔也 役[61]
  - マイファミリー（2022年4月10日 - 6月12日） - 日下部七彦 役[62][63]
  - VIVANT 第1話 - 第6話（2023年7月16日 - 8月20日） - 山本巧 役[64][65]
  - アンチヒーロー 第8話・最終話（2024年6月2日・16日） - 後藤秀一（江越） 役[66][67]
  - 御上先生（2025年1月19日 - 3月23日） - 溝端完 役[68]
- 家政夫のミタゾノ 第2シリーズ 第2話（2018年4月27日、テレビ朝日） - 吉村弁護士 役
- オトナの土ドラ 限界団地（2018年6月2日 - 7月28日、フジテレビ系） - 桜井高志 役[69][70]
- 役者ダマしい 第10話（2018年6月12日、テレビ大阪）
- 直撃!シンソウ坂上SP 日航機墜落事故ドラマ[71]（2018年8月16日、フジテレビ） - 村上良平 役
- ヒーローを作った男 石ノ森章太郎物語（2018年8月25日、日本テレビ） - 屋根村 役
- 義母と娘のブルース 最終話（2018年9月18日、TBS）
- ハラスメントゲーム 第8話・最終話（2018年12月3日・10日、テレビ東京） - 田端慎二 役
- KTS鹿児島テレビ開局50周年特別番組「前田正名ー龍馬が託した男ー」（2019年2月5日、鹿児島テレビ） - 主演・前田正名 役[72][73]
- 月曜名作劇場 今野敏サスペンス 隠蔽捜査〜去就〜（2019年3月11日、TBS） - 岩井豊 役
- 偽装不倫 第2話（2019年7月17日、日本テレビ） - 門屋 役
- 特集ドラマ 夢食堂の料理人〜1964東京オリンピック選手村物語〜（2019年7月23日、NHK総合） - 多田 役
- 10の秘密 第1話、第9話・最終話（2020年1月14日、3月10日・17日、カンテレ・フジテレビ系） ‐ 松島潤 役
- 大岡越前5 第4話（2019年1月31日、NHK BSプレミアム） - 喜助 役
- 100文字アイデアをドラマにした! 第6話（2020年2月25日、テレビ東京） - 声の出演
- ドラマスペシャル スイッチ（2020年6月21日、テレビ朝日） - 折原浩次 役[74]
- アンサング・シンデレラ 病院薬剤師の処方箋（2020年7月16日 - 9月24日、フジテレビ） - 辰川秀三 役[75][76]
- 共演NG（2020年10月26日 - 12月14日、テレビ東京） - 是枝育夫 役[77]
- NHKスペシャル（NHK総合）
  - ドラマ こもりびと（2020年11月22日） - 倉田耕平 役
  - 新・幕末史 グローバル・ヒストリー 第2集 (2022年10月23日）- 西郷隆盛 役
  - 未解決事件 File.09「松本清張と帝銀事件」第1部 (2022年12月29日）[78] - 竹内理一 役
- 連続ドラマW  コールドケース3 〜真実の扉〜 第4話（2020年12月26日、WOWOW）
- ネメシス 第6話（2021年5月16日、日本テレビ） - 浅川秀長 役[79]
- ドラゴン桜 第2シリーズ 第5話・第6話（2021年5月23日・30日、TBS） - 小杉繁 役[80]
- 真犯人フラグ（2021年10月10日 - 2022年3月13日、日本テレビ） - 日野渉 役[81]
- 俺の可愛いはもうすぐ消費期限!?（2022年4月16日 - 6月11日、テレビ朝日） - 鏑木悟 役[82]
- 魔法のリノベ 第3話（2022年8月1日、カンテレ・フジテレビ） - 加藤浩昌 役
- 大川と小川の時短捜査 (2022年9月12日、テレビ東京)　- 横田雅彦 役[83]
  - 大川と小川の休日捜査（2024年9月30日、テレビ東京）[84]
- 競争の番人 最終話 (2022年9月19日、フジテレビ)　- 松尾優 役
- 最初はパー（2022年10月28日 - 12月16日、テレビ朝日） - 市毛稔 役
- エルピス-希望、あるいは災い- 第9話、最終話 (2022年12月19日、12月26日、カンテレ・フジテレビ系)　- 大門亨 役
- ダ・カーポしませんか?（2023年1月16日 、テレビ東京） - 四門英治 役[85]
- 満天のゴール（2023年3月25日、NHK BS4K） - 川岸真一 役
- 虹色のチョーク 知的障がい者と歩んだ町工場のキセキ (2023年8月26日、日本テレビ)　- 矢吹 役
- THE MYSTERY DAY〜有名人連続失踪事件の謎を追え〜（2023年10月7日、日本テレビ） - 結城勉 役[86]
- アイドル誕生 輝け昭和歌謡（2023年12月1日、NHK BSプレミアム4K / 2024年1月2日、NHK BS）- 土居甫 役[87]
- 正直不動産2（2024年1月16日、NHK総合・NHK BSプレミアム4K） - 寺島大助 役
- 花咲舞が黙ってない 第3シリーズ 第1話（2024年4月13日、日本テレビ） - 藤枝賢造 役[88]
- 全領域異常解決室（2024年10月9日 - 12月18日、フジテレビ） - 芹田正彦 役[89]
- 最後の鑑定人（2025年7月9日 - 、フジテレビ） - 相田直樹 役[90]

### 配信ドラマ
- 北風の法廷 〜鉄仮面弁護士・櫻川風香〜（2017年3月10日・17日、Hulu） - 久保 役
- 太陽の法廷 〜不戦弁護士・麹谷陽太〜（2017年3月24日・31日、Hulu） - 久保 役
- 殺したいほど疲れてる!〜「共演NG」のホントにNGな舞台裏〜（2020年10月26日 - 12月14日、Paravi） - 是枝育夫 役
- 僕の可愛いはまだまだ発展途上!?（2022年5月15日 - 、TELASA） - 鏑木悟 役[91]

### ラジオドラマ
- 青春アドベンチャー『ゼンダ城の虜』（2008年3月17日 - 28日、NHK-FM）
- 動画つきラジオドラマ『会議は踊らない?』（2008年、NHKエンタープライズ）
- 朝はあけたり〜決死の密航 奄美日本復帰を伝えた男たち〜（2023年12月25日、南日本放送） - 古川満雄 役[92][93]

### CM
- アルク（2001年）
- アサヒ飲料『ワンダモーニングショット』（2002年）
- NTTドコモ東海（2003年）
- ユーキャン『求人篇』（2003年）
- ジャパンビバレッジ（2004年）
- 三井住友銀行（2004年）
- 東京メトロ（2005年）
- J-COM（2005年）
- タマホーム『娘も安心篇』『家の大黒柱篇』（2005年）
- 任天堂 DS（2005年）
- みすず学苑（2006年、2007年）
- 白岳『本当のこと篇』（2006年）
- NOEL（2007年）
- H.I.S（2007年）
- カルカン（2007年）
- 東京スター銀行（2009年）
- トヨタ自動車 PASSO『PASSO プチトヨタ』（2009年）
- IKEA 『収納問題、かたづけよう。スーツケース篇』（2009年）
- NTTドコモ ホームU WEB-CM（2009年）
- 出光興産 TV CM（2010年）『チーム出光人編』（2011年）
- パナホーム NEWエルソラーナ『買えちゃう、変えちゃう篇』（2010年）
- ジョージア ご褒美ブレイクとろけるカフェオレ『侍たちの甘い時間篇』（2010年）
- レストラン梅の花「大奥 - 恋人同士」篇（2010年）
- デジマース　ハピプロ『もめるカップル編』（2011年）
- ソニー生命保険（2011年）
- マイランド 『観察編』（2011年）
- クラレ 『ミラバケッソ・スーパー編』（2011年）
- TOSHIBA Dynabook 映画『あしたのジョー』タイアップ（2011年）
- ベネッセコーポレーション こどもチャレンジ（2011年、2012年）
- 天狗ハム『お歳暮・お中元編』（2012年）
- エイチ・アイ・エス　初夢フェア（2012年）
- しまうまプリント（2012年）
- マクドナルド ポテトホルダー『イコライザー編』（2013年）
- 日本コカ・コーラ 綾鷹『綾鷹作法　製造編』（2013年）
- ユニバーサール・スタジオ・ジャパン「Universal Wonder Chistmas2016」（2016年）
- 江崎グリコ「BifiXドリンク登場（年末年始）」篇（2023年12月1日 - ）[94]
- 住友生命 Vitality「あなたは、つづく。」篇（2024年9月20日 - ）[95]
- エーザイ パリエットS（2025年7月 - ）

### バラエティ
- クイズプレゼンバラエティー Qさま!!（2016年3月7日・12月19日・2017年3月6日（VTR出演）・3月20日・4月10日・5月15日・10月9日・2018年10月15日・11月26日・2019年12月23日・2022年6月13日・10月3日・12月12日、テレビ朝日系）
- くりぃむクイズ ミラクル9（2016年11月30日・2022年9月14日・2023年1月25日・5月10日・8月2日、テレビ朝日系）
- アウト×デラックス（2016年12月15日、フジテレビ系）[96]
- あなたの英雄（ヒーロー）誰ですか？～時代を変えた薩摩の男たち～（2017年10月20日、NHK鹿児島放送局 / 2018年1月13日、NHK総合） - プレゼンター[97]
- 笑×演（2017年3月30日・2018年3月7日、テレビ朝日）
- ごはんジャパン（2018年1月20日・5月5日・8月25日・2019年6月22日・10月19日・26日・2022年6月11日、テレビ朝日系）[98][99][100][101][102][103][104]
- 1億人の大質問!?笑ってコラえて!（2018年8月15日、日本テレビ系）
- KTS新春特別番組 鹿児島のお正月2020〜スポーツの力〜（2020年1月1日、鹿児島テレビ） - ゲスト[105][106]
- わっぜか鹿児島！ずくあり長野！イチ推しお国自慢！（2020年3月25日、南日本放送×信越放送）[107][108][109]

### 情報番組・紀行番組
- 情報WAVEかごしま（2016年12月22日・12月18日・2017年8月28日、鹿児島テレビ） - ゲスト出演
- あさイチ（2017年2月16日[110]・3月7日[111]、NHK総合） - ゲスト出演
- 船越英一郎の姫路・淡路ぐるっとふれあい旅（2017年3月20日、BSジャパン）
- ごごナマ（2017年4月3日[注釈 6] - 、NHK総合）
- 見てくいやんせ！西郷どん（2018年3月10日、NHK総合）[112]
- 東北ココから「西郷どんの教え今も」（2018年5月11日、NHK総合東北地方）[113]
- スタイルプラス（2018年7月22日、東海テレビ）- ゲスト[114][115]
- 鹿児島ミリョク発見旅（2018年10月27日、鹿児島読売テレビ）
- 旬☆感ゴトーチ！（2018年11月5日、NHK総合）
- 探検紀行 九州最後の秘境 ”西郷どん”の縦走路を行く！（2018年11月30日、NHK総合九州・沖縄ブロック）
- 前田正名を巡る旅（2019年1月29日、鹿児島テレビ）
- 知るしん 信州を知るテレビ「新説!! "歴史を変えた"信州の名温」（2019年2月8日、NHK長野放送局）
- アサタビ！「月と海が育む“豊足（ゆたたり）の町”～佐賀県太良町～」（2019年2月15日、NHK福岡放送局）
- SOSに応えよう！ご当地ショッピング（2020年12月4日、J:COMチャンネル）[116]
- ぶらり途中下車の旅「都営浅草線の旅」（2024年3月23日、日本テレビ） - 旅人[117]

### イベント
- 「2016年NHK大河ドラマ特別展 真田丸」オープニングセレモニー（2016年7月2日、上田市立美術館（サントミューゼ））[12][11][118]
- 大河ドラマ『真田丸』スペシャルトークショー 『真田家ゴッドマザーを囲む会 in和歌山』（2016年7月23日、和歌山市民会館小ホール）[119]
- 第38回八ヶ岳ホースショーinこぶちさわ（2016年7月30日、山梨県北杜市）[120]
- GoGoなんごう2016（2016年9月3日）[121]
- 『真田丸』第40回 パブリックビューイング（2016年10月9日、大阪城西の丸庭園）[16]
- 真田丸イベント とちラブトークショー～真田丸に乗った男たち いざ、郷里へ！～（2016年11月23日、栃木市岩舟文化会館） - サプライズゲストとして出演[122]
- 真田丸イベント 2016ファイナル・トークショーin上州真田～岩櫃より愛をこめて～（2016年12月11日、岩櫃ふれあいの郷・コンベンションホール）[123]
- 真田丸トーク!トーク!トーク!～毎日ライブin信州上田～ 5日目（2016年12月16日、上田映劇）[124][125]
- 鹿教湯温泉 しあわせポールdeアクティブ ウォーキングフェスタ（2017年11月4日、2018年11月3日、2019年11月10日[17]、長野県上田市・鹿教湯温泉）
- NHK正月時代劇 風雲児たち～蘭学革命篇～ カウントダウン・トーク！ in 佐賀（2017年12月30日、佐賀市文化会館 中ホール）[126][127]
- 大河ドラマ 西郷どん 初回放送パブリックビューイングinあいら（2018年1月7日、シネマサンシャイン姶良BESTIA）[6][128]
- 山家神社 節分祭（2018年2月3日・2020年2月3日、山家神社[129]）
- NHK公開セミナー 大河ドラマ 西郷どん トークショー（2018年3月4日、酒田市総合文化センター）[130]
- 大河ドラマ「西郷どん」超Ｗ凱旋トークショー（2018年8月11日、東吾妻町コンベンションホール）[131]
- カロフェス in TOKYO 2018（2018年9月30日、日暮里サニーホール コンサートサロン） - VTRにて出演
- がんばれ、つん!明治維新150周年記念西郷どんトークショー[132]（2018年10月14日、川内文化ホール 大ホール） - シークレットゲストとして参加
- さが維新まつり[133]（佐賀県）
  - 第1回（2018年10月20日） - ステージイベント、さが維新行列、点灯式、ゲストとして参加[134]
  - 第6回（2023年10月22日） - 江藤新平に扮して維新行列に参加[135]
- 妙円寺詣り[136]フェスタ2018（2018年10月27日、鹿児島県日置市） - 明治維新150周年記念トークイベント、妙円寺詣りふぇすたウォークリー2018出陣式にゲストとして参加[137]
- 薩摩維新ふるさと博2018～維新と出逢う時間旅行～（2018年10月27日、鹿児島市加治屋町 歴史ロード“維新ふるさとの道”）大河ドラマ「西郷どん」出演者トークショー[138]
- とちラブトークライブ 栗原英雄×村上新悟 ～表現者たち～（2018年11月18日、城址公園ホール（壬生中央公民館）大ホール）ＶＴＲにて出演
- 大河ドラマ「西郷どん」の裏話を語る!!（2018年12月2日、いぶすき西郷どん館）[139]
- 『いだてん』×『西郷どん』大河クロストーク！ in 佐賀（2019年1月20日、佐賀県立美術館ホール）[140]
- 維新未来博 つなごう想い ひろげよう未来 第2部トークセッション「未来へ羽ばたく君たちへ」（2019年2月3日、鹿児島県民ホール）[141]
- 北ながの酒蔵[注釈 7]オープン・デイ2020（2020年10月24日・25日、YouTube[142]）[143]
- テレ東ほぼほぼ無観客フェス 話題沸騰！ドラマ『共演NG』の本当にここでしか聞けない舞台ウラ話（2020年11月23日）[144]
- 天外者（てんがらもん） 上映会＆トークショー（2021年3月21日、いちき串木野市市民文化センター）[145]

### その他
- GLAY CDシングル「Precious」PV主演（2010年）
- シャーロック ホームズ（2014年、NHK） - マクドナルド警部 役
- シゴトの哲学（2017年3月1日、キヤノンマーケティングジャパン）[18]
- 第35回上田真田まつり[146][147]「真田一族と家臣団スペシャルパレード」（2017年4月29日）[148]
- 夏休み子ども西郷どん電話相談（2017年8月27日、2018年8月25日、NHK-FM鹿児島放送局） - スペシャルゲスト[149]
- ごごラジ!（2018年1月16日、NHKラジオ第一）
- ホリプロちゃんねる[150] 〜あなたの心の一曲を〜（2018年6月18日 - 24日、インターネットラジオ局ヒマラヤ）
- かごしま国体 カウントダウン（2019年2月11日）[151][152]
- キバレかごしまプロジェクト ～私たちの手で鹿児島を元気に～
- NHKスペシャル 新・幕末史 グローバル・ヒストリー 「第2集 戊辰戦争 狙われた日本」（2022年10月23日、NHK総合） - 西郷隆盛 役
- 新・幕末史 完全版（2023年1月3日、NHK総合） - 西郷隆盛 役
- THE TIME,（2023年10月、TBS） - 月曜マンスリーレギュラー[153]。2025年3月10日は八嶋智人の代役出演。

## 連載
- 迫田孝也のオモ語り（2019年4月21日 - 、南日本新聞連載）[注釈 8]